# TV Land Awards
Les TV Land Awards sont des récompenses pour la télévision américaine qui commémore généralement des émissions ou séries dont la diffusion est terminée, plutôt que celles qui sont encore en production comme le font les Primetime Emmy Awards. Créées par le producteur Michael Levitt, les cérémonies sont diffusées sur le réseau TV Land entre 2003 et 2012 avant de réapparaître en 2015 et 2016.
Les récompenses sont décernées dans diverses catégories, qui changement légèrement d'une année à l’autre, et comprennent à l’origine des récompenses votées par les visiteurs du site web de TV Land. Elles peuvent être données à la fois aux acteurs et actrices à titre individuel ou à des séries ou émissions télévisées entières. Les statuettes des TV Land Awards sont fabriquées par la firme new-yorkaise Society Awards.
En mars 2013, TV Land annonce qu'il n'y aurait pas de TV Land Awards cette année. Un porte-parole de la chaîne déclare : « Nous adorons les TV Land Awards et pensons que la franchise a une grande valeur, mais nous ne produirons pas l’émission ce printemps ». Après avoir également été manquées en 2014, les récompenses reviennent le 18 avril 2015. Pour la cérémonie de 2016, les prix ont été renommés « TV Land Icon Awards ». La cérémonie annuelle n'a pas été organisée depuis le printemps 2016 et il n'a jamais été annoncé si elle reviendra un jour.

## Récompenses
| Année | Présentateur           | Récompense                                   | Récipiendaire                                                              | Introduit par |
| ----- | ---------------------- | -------------------------------------------- | -------------------------------------------------------------------------- | --- |
| 2003  | John Ritter            | Futur classique                              | Mes plus belles années                                                     | Paula Abdul |
| 2003  | John Ritter            | Rôle révolutionnaire                         | Diahann Carroll dans Julia                                                 | Halle Berry |
| 2003  | John Ritter            | Innovateur                                   | All in the Family                                                          | Kathy Bates |
| 2003  | John Ritter            | Légende                                      | The Dick Van Dyke Show                                                     | Matthew Perry et Ted Danson |
| 2003  | John Ritter            | Culture populaire                            | Star Trek                                                                  | Mira Sorvino |
| 2003  | John Ritter            | Le plus super des superhéros                 | Lee Majors pour L'Homme qui valait trois milliards                         | Maureen McCormick et Davy Jones |
| 2004  | Brad Garrett           | Futur classique                              | Arrested Development                                                       | Liza Minnelli |
| 2004  | Brad Garrett           | Série révolutionnaire                        | The Mary Tyler Moore Show                                                  | Ben Stiller et Eric McCormack |
| 2004  | Brad Garrett           | Légende                                      | The Andy Griffith Show                                                     | Billy Bob Thornton |
| 2004  | Brad Garrett           | Phénomène fan-tastique                       | Farrah Fawcett                                                             | Arsenio Hall et Ed McMahon |
| 2004  | Brad Garrett           | Culture populaire                            | L'Île aux naufragés                                                        | Rudy Boesch, Tina Wesson, Jenna Morasca et Rob Cesternino |
| 2004  | Brad Garrett           | Visionnaire                                  | Chico and the Man                                                          | George Lopez |
| 2004  | Brad Garrett           | Le plus super des superhéros                 | Lynda Carter dans Wonder Woman                                             | Chad Everett et Jane Seymour |
| 2004  | Brad Garrett           | Meilleure « Grande Méchante Maman »          | Vicki Lawrence dans le rôle de Thelma Harper                               | NC |
| 2005  | Cedric the Entertainer | Futur classique                              | Desperate Housewives                                                       | Teri Hatcher |
| 2005  | Cedric the Entertainer | Icône                                        | The Bob Newhart Show                                                       | Ray Romano |
| 2005  | Cedric the Entertainer | Légende                                      | The Carol Burnett Show                                                     | Garry Shandling |
| 2005  | Cedric the Entertainer | Star du grand et du petit écran              | Sally Field                                                                | Eva Longoria |
| 2005  | Cedric the Entertainer | Pionnier                                     | Aaron Spelling                                                             | Peggy Lipton, Michael Cole, Jaclyn Smith, Gavin MacLeod, Bernie Kopell, Joan Collins, Jason Priestley, Luke Perry, Tori Spelling, Jennie Garth, Stephen Collins et Catherine Hicks |
| 2005  | Cedric the Entertainer | Culture populaire                            | Soul Train                                                                 | Little Richard, Smokey Robinson, Ashanti, Mýa et Stevie Wonder |
| 2005  | Cedric the Entertainer | Meilleur personnage aéroporté                | Timothy Daly et Steven Weber                                               | NC |
| 2005  | Cedric the Entertainer | 100e anniversaire                            | Charles Lane                                                               | Haley Joel Osment |
| 2006  | Megan Mullally         | Futur classique                              | Grey's Anatomy                                                             | Jeremy Piven |
| 2006  | Megan Mullally         | 40e anniversaire                             | Batman                                                                     | William Shatner |
| 2006  | Megan Mullally         | Impact                                       | Good Times                                                                 | Quentin Tarantino |
| 2006  | Megan Mullally         | Légende                                      | Cheers                                                                     | Mary Tyler Moore |
| 2006  | Megan Mullally         | Star du petit et du grand écran              | Hilary Swank                                                               | Robert Downey Jr. |
| 2006  | Megan Mullally         | Culture populaire                            | Dallas                                                                     | John Schneider et Tom Wopat |
| 2006  | Megan Mullally         | Pionnier                                     | Sid Caesar                                                                 | Billy Crystal |
| 2006  | Megan Mullally         | Meilleur moment musical télévisé             | Diana Ross pour Concert in Central Park (1983)                             | Megan Mullally |
| 2007  | Kelly Ripa             | Medallion Award                              | Taxi                                                                       | Sharon Stone |
| 2007  | Kelly Ripa             | L'Héritage du Rire                           | Lucille Ball                                                               | Kirstie Alley et Carol Burnett |
| 2007  | Kelly Ripa             | Les Artistes                                 | Hee Haw                                                                    | K.d. lang, The Judds et Willie Nelson |
| 2007  | Kelly Ripa             | Futur classique                              | Heroes                                                                     | Leonard Nimoy et Luke Wilson |
| 2007  | Kelly Ripa             | 30e anniversaire                             | Racines                                                                    | Forest Whitaker et Morgan Freeman |
| 2007  | Kelly Ripa             | Culture populaire                            | The Brady Bunch                                                            | Valerie Bertinelli, Mackenzie Phillips et James Lipton |
| 2007  | Kelly Ripa             | Meilleur moment musical télévisé             | Sonny and Cher pour Sonny & Cher on Late Night with David Letterman (1987) | NC |
| 2008  | Vanessa Lynn Williams  | Futur classique                              | The Office                                                                 | Edward Asner et William Shatner |
| 2008  | Vanessa Lynn Williams  | Icône                                        | Lionel Richie                                                              | Samuel L. Jackson |
| 2008  | Vanessa Lynn Williams  | Innovateur                                   | Roseanne                                                                   | Teri Hatcher |
| 2008  | Vanessa Lynn Williams  | Légende                                      | Garry Marshall                                                             | Dick Van Dyke, Jack Klugman, Cindy Williams, Penny Marshall et Henry Winkler |
| 2008  | Vanessa Lynn Williams  | L'Héritage du Rire de Lucille Ball           | Mike Myers                                                                 | Justin Timberlake |
| 2008  | Vanessa Lynn Williams  | Pionnier                                     | Jonathan Winters                                                           | Robin Williams |
| 2008  | Vanessa Lynn Williams  | Culture populaire                            | Les Craquantes                                                             | Steve Carell |
| 2009  | Neil Patrick Harris    | 30e anniversaire                             | Côte Ouest                                                                 | Reba McEntire |
| 2009  | Neil Patrick Harris    | Artiste                                      | Earth, Wind and Fire                                                       | Angela Bassett |
| 2009  | Neil Patrick Harris    | Favoris des fans                             | Papa bricole                                                               | Jamie Lee Curtis |
| 2009  | Neil Patrick Harris    | Futur classique                              | Mon oncle Charlie                                                          | Teri Hatcher |
| 2009  | Neil Patrick Harris    | Héros                                        | Magnum                                                                     | Matthew McConaughey |
| 2009  | Neil Patrick Harris    | Icône                                        | Urgences                                                                   | Neil Patrick Harris |
| 2009  | Neil Patrick Harris    | Impact                                       | MASH                                                                       | Martin Sheen |
| 2009  | Neil Patrick Harris    | Innovateur                                   | Mariés, deux enfants                                                       | Dr Phil |
| 2009  | Neil Patrick Harris    | L'Héritage du Rire de Lucille Ball           | Julia Louis-Dreyfus                                                        | Amy Poehler |
| 2009  | Neil Patrick Harris    | Légende                                      | Don Rickles                                                                | Jimmy Kimmel |
| 2009  | Neil Patrick Harris    | Culture populaire                            | Sid et Marty Krofft                                                        | Will Ferrell |
| 2010  | Tim Allen              | 30e anniversaire                             | Bosom Buddies                                                              | Jay Leno |
| 2010  | Tim Allen              | Favoris des fans                             | La croisière s'amuse                                                       | Jane Leeves, Wendie Malick et Betty White |
| 2010  | Tim Allen              | Futur classique                              | Glee                                                                       | Paula Abdul |
| 2010  | Tim Allen              | Icône                                        | Blondie                                                                    | Jane Lynch |
| 2010  | Tim Allen              | Impact                                       | Tout le monde aime Raymond                                                 | Bob Newhart |
| 2010  | Tim Allen              | Légende                                      | Mel Brooks et Carl Reiner                                                  | Billy Crystal |
| 2010  | Tim Allen              | Culture populaire                            | Drôles de dames                                                            | Pamela Anderson |
| 2011  | Jane Lynch             | Favoris des fans                             | Sacrée Famille                                                             | Ben Stiller |
| 2011  | Jane Lynch             | Icône                                        | Hall and Oates                                                             | Paul Reiser |
| 2011  | Jane Lynch             | Impact                                       | Cosby Show                                                                 | Stevie Wonder |
| 2011  | Jane Lynch             | Légende                                      | Regis Philbin                                                              | Barbara Walters |
| 2011  | Jane Lynch             | Culture populaire                            | Drôle de vie                                                               | Valerie Bertinelli, Jane Leeves et Wendie Malick |
| 2011  | Jane Lynch             | 35e anniversaire                             | Welcome Back, Kotter                                                       | Jane Lynch |
| 2011  | Jane Lynch             | Hommage aux femmes au foyer de la télévision | Les Real Housewives de New York                                            | NC |
| 2012  | Kelly Ripa             | Favoris des fans                             | Laverne and Shirley                                                        | Katie Couric |
| 2012  | Kelly Ripa             | Révolutionnaire                              | In Living Color                                                            | Whoopi Goldberg |
| 2012  | Kelly Ripa             | Icône                                        | Aretha Franklin                                                            | John Legend |
| 2012  | Kelly Ripa             | Impact                                       | Murphy Brown                                                               | Kelly Ripa |
| 2012  | Kelly Ripa             | Innovateur                                   | Au fil des jours                                                           | Fran Drescher |
| 2012  | Kelly Ripa             | Culture populaire                            | Pee-wee's Playhouse                                                        | Mike Myers |
| 2015  | Terry Crews            | Favoris des fans                             | Parenthood                                                                 | Minka Kelly et Martin Sheen |
| 2015  | Terry Crews            | Révolutionnaire                              | Ally McBeal                                                                | Lauren Graham |
| 2015  | Terry Crews            | Impact                                       | Les Années coup de cœur                                                    | Paula Abdul |
| 2015  | Terry Crews            | Légende                                      | Betty White                                                                | Valerie Bertinelli, Jane Leeves et Wendie Malick |
| 2015  | Terry Crews            | Culture populaire                            | Donny Osmond et Marie Osmond                                               | Sutton Foster et Nico Tortorella |
| 2015  | Terry Crews            | 15e anniversaire                             | Freaks and Geeks                                                           | Carl Reiner |
| 2016  | George Lopez           | Icône                                        | John Stamos                                                                | Garry Shandling |
| 2016  | George Lopez           | Duo comique icônique                         | Keegan-Michael Key et Jordan Peele                                         | NC |
| 2016  | George Lopez           | Pionnier                                     | Debbie Allen                                                               | Ellen Pompeo |
| 2016  | George Lopez           | Favoris des fans                             | Jim Parsons pour The Big Bang Theory                                       | Sutton Foster |
| 2016  | George Lopez           | Icône instantanée                            | Cuba Gooding Jr.                                                           | Kevin Frazier |
| 2016  | George Lopez           | Impact                                       | Norman Lear                                                                | Seth MacFarlane |